# Guilty Gear XX
Guilty Gear X2 (ギルティギア イグゼクス?, Giruti Gia Iguzekusu), anche conosciuto come Guilty Gear XX - The Midnight Carnival, è il terzo videogioco della serie di picchiaduro iniziata con Guilty Gear. Rispetto ai precedenti titoli della serie, ha una trama più complessa ed introduce nuovi personaggi e modalità di gioco.

## Trama
Il gioco riprende la storia due settimane dopo gli eventi di GGX e, sebbene gli eventi cambino in base al personaggio scelto, la maggior parte dei conflitti ed intrighi sono orditi dalla fattucchiera in rosso I-No, il cui obiettivo è annientare ogni minaccia per lei e per l'Innominato.
Robo-Ky e il Post-War Administration Bureau sono altri due antagonisti principali.

## Modalità di gioco
Un cambiamento evidente nelle modalità di gioco è la presenza del "False Roman Cancel", oppure "Force Roman Canel" come viene definito in Λ Core. Simile al "Roman Cancel", richiede un tempismo assai migliore ed è disponibilie soltanto con una stretta schiera di attacchi.
Il vantaggio del False Roman Cancel è il suo consumo ridotto della Barra della Tensione (25% rispetto al 50% del Roman Cancel normale), può essere effettuato anche se l'attacco effettuato non va a segno ed è comune quando si vuole applicare una costante pressione sull'avversario.
Sono presenti le Prese Aeree ed è possibile permettere al proprio personaggio di riprendersi all'istante dopo una Presa o un Burst Attack. Il Burst Attack è disponibile anche in aria.

## Versioni

### #Reload
Guilty Gear XX #Reload (ギルティギア イグゼクス シャープリロード?, Giruti Gia Iguzekusu Shāpu Rirōdo) è stato pubblicato nel 2003 e bilancia ulteriormente il gioco per un'esperienza d'alto livello migliore.
Molte proprietà dei personaggi vengono alterate, da velocità d'esecuzione o potenza di alcune mosse a completi revisionamenti nel personaggio stesso; sono stati aggiunti più False Roman Cancels e Robo-Ky è stato totalmente differenziato dalla sua versione precedente, ora reso bilanciato per i tornei d'alto livello.
Sono state distribuite due versioni di questo titolo: la rossa, completa di errori di programmazione, e la blu, che è invece quella corretta.
La colonna sonora per l'edizione coreana del titolo è stata ricomposta totalmente dall'artista Shin Hae-chul e presenta brani heavy metal più ombrosi, con influenze techno e più dosaggio sul ritmo che sulla musicalità. La colonna sonora del titolo originale è comunque disponibile.
Una conversione per Windows è stata distribuita successivamente, basata sulla versione per PlayStation 2, aggiungendo un filmato promozionale aggiuntivo, come per la versione Xbox, e dispone del gioco on-line e traduzione completa in inglese.

### Slash
Guilty Gear XX Slash (ギルティギア イグゼクス スラッシュ?, Giruti Gia Iguzekusu Surasshu) è disponibile solo sul suolo giapponese dal 2005 e presenta ancora più bilanciamenti rispetto al #Reload. Moltissime proprietà dei personaggi sono state modificate, in particolare Eddie, ora molto più accessibile come avversario per i personaggi che avevano problemi a combatterlo. Ogni personaggio presenta almeno un nuovo attacco e c'è stato un completo cambio nella classifica dei personaggi.
Due nuovi personaggi, A.B.A. e Order Sol, sono disponibili e sono totalmente bilanciati per i tornei professionali. Tutti gli sfondi sono stati leggermente modificati ed è stata aggiunta la possibilità di scegliere la musica e lo sfondo nella versione console per il Versus Mode.

### Λ Core
Guilty Gear XX Λ Core (ギルティギア イグゼクス アクセントコア?, Giruti Gia Iguzekusu Akusento Koa) è la terza revisione, disponibile nelle sale arcade giapponesi sin dal 2006.
Una conversione per PlayStation 2 della Sony è disponibile sin dal 30 maggio 2007 in Giappone, mentre la conversione per Wii è stata resa disponibile il 26 luglio 2007, con completo supporto per il controller classico della Wii e per quello del Nintendo GameCube, oltre che per il Wii Remote e il Nunchuk.
Oltre a ulteriori bilanciamenti, ad ogni personaggio viene aggiunta una mossa "Force Break" con la quale, consumando il 25% della Barra della Tensione, si possono effettuare combinazioni non possibili prima. La maggior parte dei personaggi dispone di nuove mosse regolari e alcuni hanno una o due delle loro mosse regolari convertite in Force Break con proprietà alterate. Viene aggiunta anche la proprietà di sbattere il proprio avversario contro il muro per un breve periodo di tempo. Ora è disponibile lo "Slashback", una parata istantanea che permette di ridurre il contraccolpo a pochi centesimi di secondo oppure liberarsi dalle prese avversarie, avvantaggiando notevolmente il difensore, ma è estremamente difficile il tempismo con cui portarla a segno.
Λ Core presenta anche il maggior cambio estetico sin dall'uscita della prima edizione di Guilty Gear XX. Oltre ad un nuovo filmato introduttivo e menu ridisegnato, tutti i personaggi sono stati ridoppiati oppure hanno cambiato voce completamente.
I disegni di selezione dei personaggi sono stati cambiati e sono presenti due nuovi brani musicali: Launch Out e Keep The Flag Flying. Justice e Kliff, due personaggi extra totalmente sbilanciati che erano giocabili nelle versioni precedenti di Guilty Gear XX, qui sono assenti (aggiunti nell'edizione Accent Core Plus). 
Nella conversione giapponese per Playstation 2, il gioco presenta numerosi bug, corretti nell'edizione americana.

### Λ Core Plus
Guilty Gear XX Λ Core Plus (ギルティギア イグゼクス アクセントコア プラス?, Giruti Gia Iguzekusu Akusento Koa Purasu), distribuito il 27 marzo 2008 per PS2 in Giappone, non presenta alcun cambiamento maggiore nella modalità di gioco rispetto alla versione precedente, ma sono disponibili nuovi contenuti: ritornano, giocabili, Kliff e Justice anche se sbilanciati e quindi inadeguati per i tornei e competizioni ufficiali. Sono state aggiunte diverse modalità come la Mission Mode, un Survival Mode con sistema di Level Up e potenziamenti facoltativi e una nuova modalità Galleria con illustrazioni innovative, inviate dagli appassionati oppure disegnati dalla Arc System works stessa. Non mancano le correzioni di alcuni errori di programmazione minori e qualche personaggio leggermente revisionato.
Λ Core Plus presenta una modalità storia innovativa, una continuazione diretta di quella di Guilty Gear XX. Ogni personaggio ha una propria storia personale da vivere e gli eventi maggiori presentano i Gears e l'Innominato come minacce maggiori.
La modalità Storia, complessivamente, presenta 350 scenari differenti. Viene aggiunto un nuovo personaggio non giocabile: Crow, uno scienziato al servizio del Post War Administration Bureau, il cui scopo è intralciare i personaggi con le sue copie-carbone di Justice.
Una versione per PSP con il 3vs3 tag mode è stata distribuita il 24 luglio 2008 in Giappone.
Aksys Games ha distribuito Λ Core Plus per il mercato americano il 7 aprile 2009 per PlayStation 2 e PlayStation Portable, mentre la versione per Nintendo Wii è uscita il 12 maggio 2009.
Zen United annunciò una pubblicazione a sorpresa del gioco per PlayStation 2 in Europa il 3 dicembre 2010. Le conversioni per Wii e PSP sono state distribuite il 20 maggio 2011 a causa di un ritardo.
Λ Core Plus R
Guilty Gear XX Accent Core Plus R è stato distribuito nelle sale giochi attraverso il sistema SEGA Ringedge 2 nel 20 Settembre 2012 si tratta della versione migliore e più completa di Λ Core Plus. Non presenta significativi cambiamenti al sistema di gioco a parte il fatto che Kliff e Justice sono stati totalmente rielaborati per essere regolarmente giocabili anche nei tornei e competizioni ufficiali. L'interfaccia di gioco è stata completamente ridisegnata mentre per il resto viene ripreso tutto quello che era già stato visto in Λ Core Plus. Il titolo è stato pubblicato il 7 Agosto 2013 in Giappone ed il 3 marzo 2014 per il Nord America, in entrambi i casi come Update per Accent Core Plus, ripubblicato in precedenza sul PSN mentre è stato pubblicato in tutto il mondo nel 2013 su PlayStation Vita. L'edizione Xbox 360 è stata pubblicata l'11 Ottobre del 2013 in tutto il mondo mentre l'edizione per PC (Steam) il 25 maggio 2015. In occasione del 20º anniversario della serie un'edizione contenente l'originale Guilty Gear e Guilty Gear XX Λ Core Plus R è stata pubblicata su Nintendo Switch il 16 maggio 2019 in tutto il mondo. Le edizioni console di questo capitolo include gli stessi contenuti visti in Λ Core Plus. Guilty Gear XX Λ Core Plus R è definito da giocatori e fan come il capitolo migliore della serie grazie al fatto che è fortemente seguito in ambito competitivo ancora oggi.